# فرانك هيفرنان
فرانك هيفرنان هو مدرب هوكي جليد كندي، ولد في 12 يناير 1892 في بيتيربوروغ في كندا، وتوفي في 21 ديسمبر 1938 في نيويورك في الولايات المتحدة.

## وصلات خارجية
- فرانك هيفرنان على موقع دوري الهوكي الوطني (الإنجليزية)
- فرانك هيفرنان على موقع قاعة مشاهير الهوكي (لاعب أن.إتش.أل) (الإنجليزية)
- فرانك هيفرنان على موقع EliteProspects.com (الإنجليزية)
- فرانك هيفرنان على موقع HockeyDB.com (الإنجليزية)
- فرانك هيفرنان على موقع Hockey-Reference.com (الإنجليزية)